# Hermeray
Hermeray /ɛʀməˈʀɛ/ è un comune francese di 955 abitanti situato nel dipartimento degli Yvelines nella regione dell'Île-de-France.

## Società

### Evoluzione demografica
Abitanti censiti